# ГЕС Ертань
ГЕС Ертань (二滩水电站) — гідроелектростанція у центральній частині Китаю в провінції Сичуань. Знаходячись між ГЕС Гуанді (вище по течії) та ГЕС Tóngzǐlín, входить до складу каскаду на річці Ялунцзян, великому лівому допливу Янцзи.
В межах проекту річку перекрили бетонною арковою греблею висотою 240 метрів, довжиною 775 метрів та шириною від 11 (по гребеню) до 56 (по основі) метрів, яка потребувала 4242 тис. м3 матеріалу (всього під час спорудження комплексу використали 5980 тис. м3 бетону, а також провели виїмку 8,8 млн м3 та відсипку 5,1 млн м3 породи). На час будівництва воду відвели за допомогою двох тунелів довжиною понад 1 км кожен з перетином 20х23 метра. Гребля утримує водосховище з площею поверхні 101 км2 та об'ємом 5,8 млрд м3 (корисний об'єм 3,37 млрд м3), в якому припустиме коливання рівня у операційному режимі між позначками 1155 та 1200 метрів НРМ.
Споруджений біля греблі підземний машинний зал має розміри 281х31 метр при висоті 66 метрів. Крім того, для розміщення трансформаторного обладнання знадобилось ще одне підземне приміщення розмірами 215х19 метрів при висоті 25 метрів. Ресурс до залу подається через шість водоводів діаметром по 9 метрів та довжиною від 302 до 368 метрів, кожен з яких включає напірну шахту висотою 130 метрів.
Основне обладнання станції становлять шість турбін типу Френсіс потужністю по 582 МВт, які використовують напір від 135 до 189 метрів (номінальний напір 165 метрів) та забезпечують виробництво 17 млрд кВт-год електроенергії на рік.
Відпрацьована вода спершу потрапляє до двох підземних вирівнювальних камер (розмірами 93х20х70 метрів та 93х20х60 метрів), після чого відводиться назад до річки.
Видача продукції відбувається по ЛЕП, розрахованій на роботу під напругою 500 кВ.